# 香芝市議会
香芝市議会（かしばしぎかい）は、奈良県香芝市の議会。

## 概要
- 定数：16人
- 任期：4年
- 議長：中村良路
- 副議長：筒井寛

### 委員会
- 常任委員会
  - 総務建設委員会
  - 福祉教育委員会
- 議会運営委員会
- 特別委員会
  - 香芝市議会改革推進調査特別委員会
  - 香芝市議会新型コロナウイルス感染症対策調査特別委員会
  - 香芝市議会倫理調査特別委員会
  - 決算特別委員会
  - 懲罰特別委員会

## 会派
| 会派名               | 議員数 | 党派         | 所属議員名（◎は代表）           | 女性議員数 | 女性議員の比率（％） |
| -------------------- | ------ | ------------ | ------------------------------- | ---------- | -------------------- |
| 香芝市議会自由民主党 | 3      | 自由民主党   | ◎芦高清友、下村佳史、木下充啓   | 0          | 0                    |
| 香芝市議会公明党     | 3      | 公明党       | ◎河杉博之、中山武彦、上田井良二 | 0          | 0                    |
| 日本共産党           | 2      | 日本共産党   | ◎中井政友、青木恒子             | 1          | 50                   |
| 日本維新の会         | 2      | 日本維新の会 | ◎中谷一輝、清川希代子           | 1          | 50                   |
| enjoy香芝            | 2      | 無所属       | ◎中川廣美、筒井寛               | 0          | 0                    |
| 無所属の会           | 3      | 無所属       | ◎川田裕、眞鍋亜樹、小西高吉     | 1          | 33.33                |
| 無所属               | 1      | 無所属       | 中村良路                        | 0          | 0                    |
| 計                   | 16     |              |                                 | 3          | 18.75                |

（2022年4月26日現在）

## 問題・騒動

### 公共施設への喫煙所新設問題
香芝市では2018年4月の「香芝市受動喫煙防止条例」施行に伴い、市の公共施設は敷地内禁煙とされていたが、2021年12月17日の定例会において、眞鍋亜樹が公共施設への喫煙所の新設を求める決議を発議し、賛成多数で可決された。時代に逆行する動きに反発した市民団体は、喫煙所設置に反対する署名活動を開始し、2022年5月に市民3600人分の署名が市長の福岡憲宏に手渡された。福岡自身は市議時代に受動喫煙防止条例を発議した当事者であったこともあり、「市役所内に喫煙所をつくるべきではない」と明言しながらも、「議会の決議は重く、何らかの措置を講じなければならない」と理解を求める場面もあった。

### 議員への懲罰問題
2021年12月14日の福祉教育委員会において、議長の川田裕が、国民健康保険料や生活保護の窓口に議員が同行することは禁止されている趣旨の説明を行ったところ、その説明に疑問を持った青木恒子が「政治倫理条例の何条に入ってるんでしょうか」と質問したうえで、「議員に対する圧力と感じた」「パワハラのように聞こえた」と発言した。一部議員はこれらの青木の発言について、議長に対する侮辱・名誉毀損・誹謗中傷・人身攻撃であると解釈し、青木に対し懲罰動議を発議した。青木は懲罰として議場で陳謝文を朗読するよう求められたが、「内心の自由に反する内容だ」として朗読を拒んだ。その後も繰り返し懲罰動議が発議され、その度に青木が朗読を拒んだ結果、2022年8月18日の懲罰特別委員会において「8日間の出席停止」の懲罰を行うことが決定された。その決定を受けた青木は、香芝市に対して処分の差し止めを求めるため、8月24日に奈良地方裁判所に提訴した。奈良地方裁判所は9月1日、青木の主張を認め、議会側に処分の仮差し止めを命じる決定を下した。決定では、青木が謝罪文の朗読を拒否したことについて「やむを得ない側面がある」とし、議会の決定については「裁量権の範囲を超えるかその濫用となるもの」と指摘した。

### 王寺町との対立
香芝市と王寺町は、協同で運営するごみ処理施設「美濃園」周辺の費用負担を求めて対立しており、王寺町は奈良県に対し紛争処理の申し立てを行うなど、運営を巡る対立が深まっている。2022年3月17日の「香芝・王寺環境施設組合」の臨時議会において議論が行われた際には、議員同士の意見の対立が激化したことから警察官が駆け付け、議場で仲裁する騒ぎとなった。その結果、議会は会期を10月20日まで延期することとなり散会した。

## 主な香芝市議会議員出身者
首長（前職）
- 福岡憲宏 - 前香芝市長